# Dolní Výšina

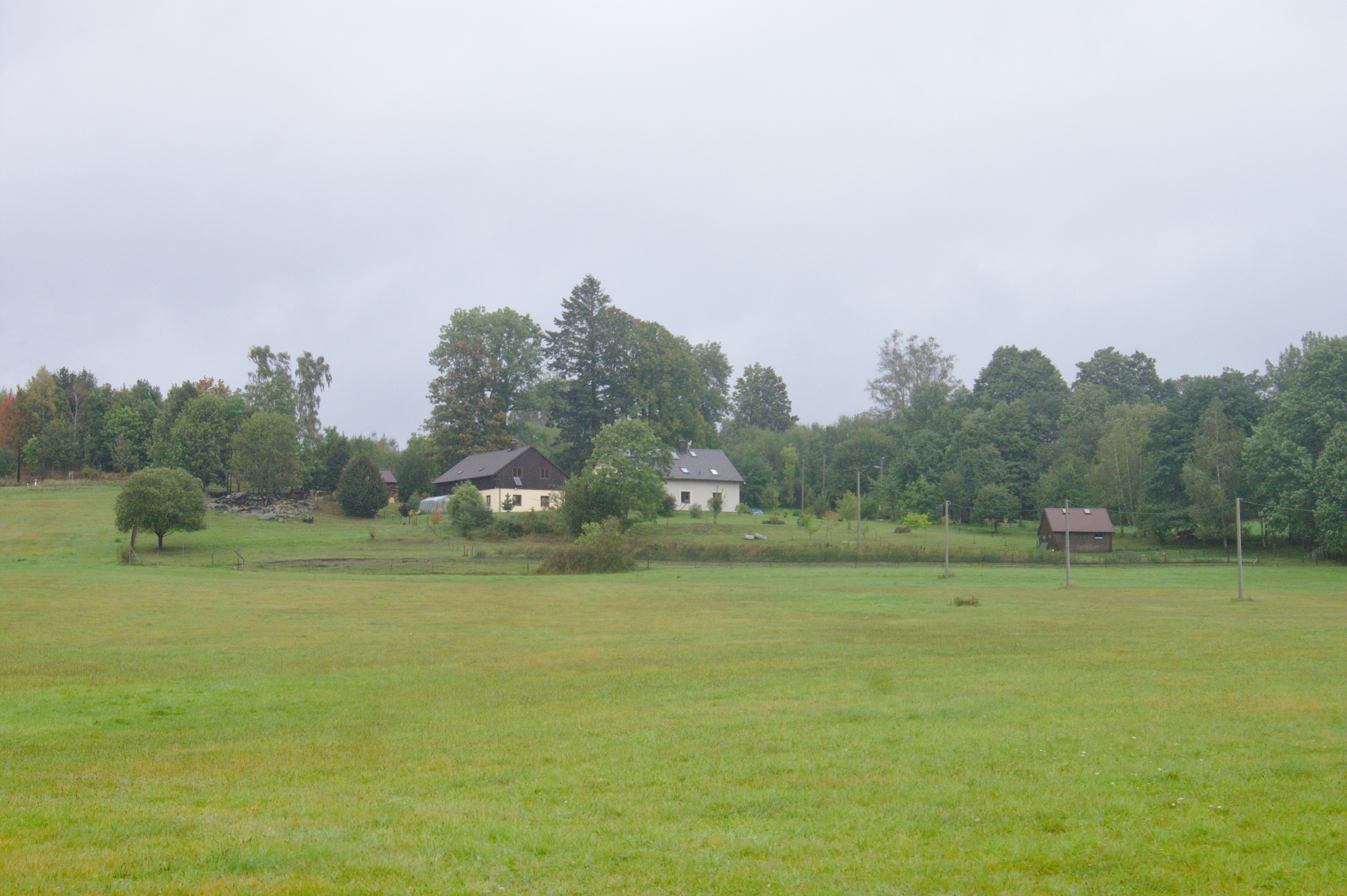
Ortsansicht

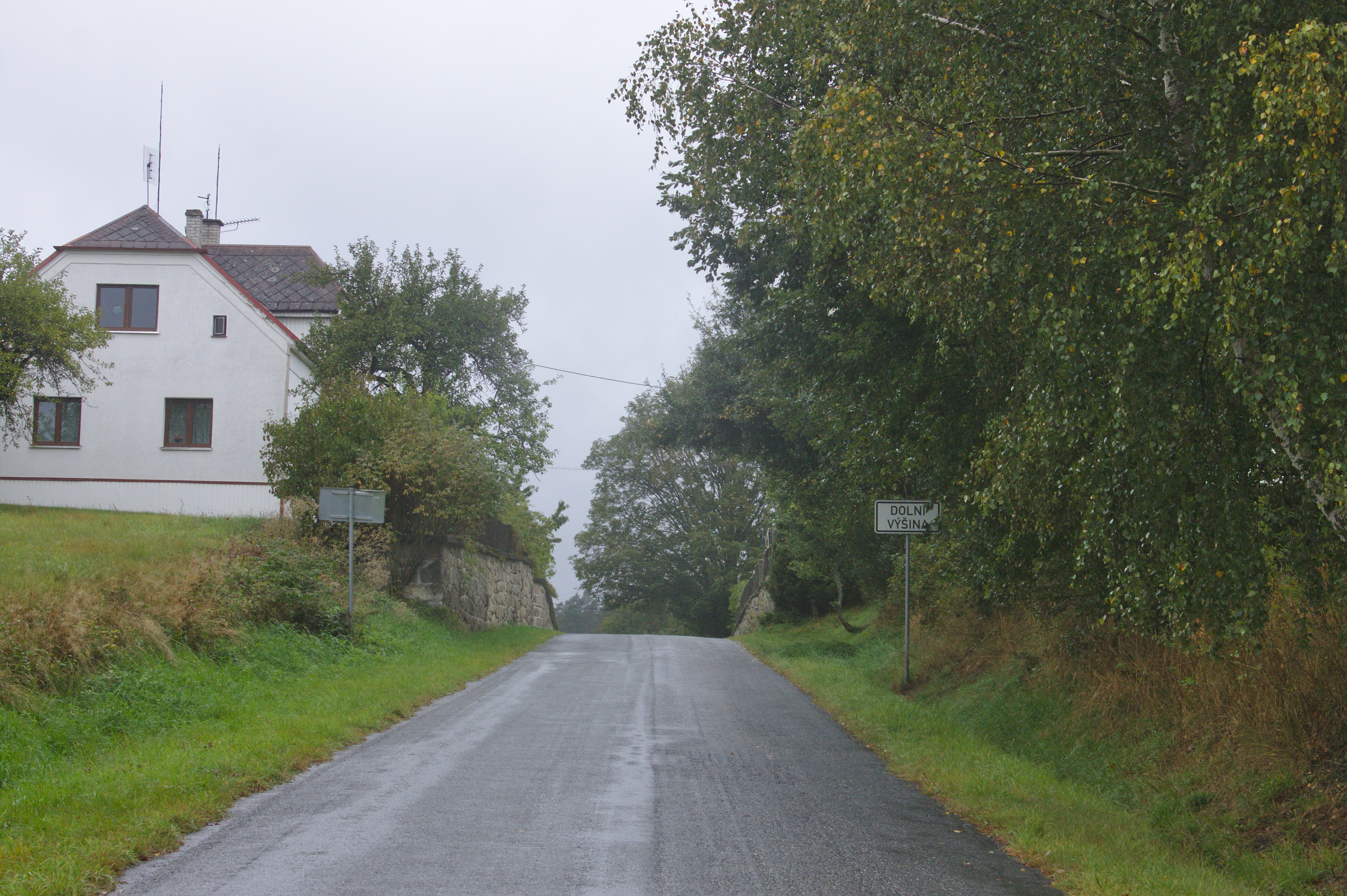
Dorfstraße

Dolní Výšina, bis 1960 U Wallerů (deutsch Wallerhaus, auch Wallerhof) ist ein Ortsteil der Gemeinde Obora (Thiergarten) in Tschechien. Er liegt sieben Kilometer nordwestlich von Tachov (Tachau) und gehört zum Okres Tachov. 

## Geographie
Die Streusiedlung Dolní Výšina befindet sich im böhmischen Teil des Oberpfälzer Waldes (Český les) und erstreckt sich unterhalb der Einmündung des Wuselbaches linksseitig der Mže (Reichenbach), die flussabwärts in der Trinkwassertalsperre Lučina aufgestaut wird. Im Norden erhebt sich der Nad Skalkou (625 m n.m.), nordöstlich die Výšina (Schusterberg, 626 m n.m.), im Osten der Zelený vrch (Stromerberg, 620 m n.m.), südöstlich der Dvorský vrch (Hofackerberg, 594 m n.m), im Süden die Pastvina (Schmalzberg, 625 m n.m) und die Javořina (Ahornberg, 692 m n.m.), südwestlich der Oborský vrch (Blatterberg, 656 m n.m.) und der Jezvinec (Dachsberg, 698 m n.m.) sowie im Nordwesten die Branka (Thörl, 675 m n.m.) und der Nad Rybníkem (Ruhberg, 638 m n.m.). Dolní Výšina liegt am Rande des Landschaftsschutzgebietes Český les an der Grenze zum Naturpark Český les.
Nachbarorte sind Horní Výšina (Ringelberg) im Norden, Halže (Hals) und Ctiboř (Stiebenreith) im Nordosten, Vítkov (Wittingreith) und Svobodka (Frauenreith) im Osten, Světce (Heiligen) und Mýto (Mauthdorf) im Südosten, Obora im Süden sowie Branka (Galtenhof) und Doly (Thörl) im Nordwesten.

## Geschichte
Die erste schriftliche Erwähnung der Streusiedlung Ringelberg erfolgte 1713 im Theresianischen Kataster. 
Die Siedlung Ringelberg wuchs in der Folgezeit weiter an und erstreckte sich bis ins Tal des Reichenbaches, wo Hämmer und Mühlen angelegt wurden.
Im Jahre 1835 bestand die im Pilsner Kreis gelegene und nach Ringelberg konskribierte Häusergruppe Unter-Ruhberg aus zwei Eisenhämmern am Reichenbach. Pfarrort war Hals.  Bis zur Mitte des 19. Jahrhunderts blieb die Häusergruppe der Familienfideikommissherrschaft Tachau untertänig, Besitzer waren die Grafen Windisch-Graetz. Auf dem zwischen 1842 und 1853 angelegten Kartenblatt der Franziszeischen Landesaufnahme sind an der Stelle drei Hämmer eingezeichnet: der Ruhberghammer, der Zahnhammer und der Dritte Hammer.
Nach der Aufhebung der Patrimonialherrschaften waren die Hämmer ab 1850 Teil der Gemeinde Ringelberg im Bezirk und Gerichtsbezirk Tachau. In den Folgejahren erfolgte die Stilllegung der Hämmer. 1866 wurde anstelle des Zahnhammers eine Schuhleistenfabrik gegründet; sie wurde später von den Brüdern Träger als Holzdrechselei gepachtet. Anstelle des Dritten Hammers ist in der Franzisco-Josephinischen Landesaufnahme (1869–1887) eine Spiegelschleife sowie bachaufwärts eine unbezeichnete Mühle (Siebermühle) eingetragen. In der Nähe der Spiegelschleife entstand zu Beginn des 20. Jahrhunderts an der Straße von Tachau nach Bärnau die Häusergruppe Wallerhaus bzw. Wallerhof. 
Nach dem Zusammenbruch der k.k. Monarchie wurde die Streusiedlung 1918 Teil der neu gebildeten Tschechoslowakei. Beim Zensus von 1921 wurden für die Häusergruppe Wallerhaus sowie die Einschichten Ruhberghammer und Siebermühle keine separaten Daten erfasst. 1924 wurde der tschechischen Name U Wallerů eingeführt.
Nach dem Münchner Abkommen wurde die Häusergruppe zusammen mit Ringelberg im Oktober 1938 dem Deutschen Reich zugeschlagen und gehörte bis 1945 zum Landkreis Tachau. Nach dem Ende des Krieges wurde U Wallerů wieder Teil der Tschechoslowakei. Die deutschböhmische Bevölkerung wurde 1946 enteignet und vertrieben. 1948 wurde die Gemeinde Ringelberg in Výšina umbenannt. Am 1. Juli 1953 erfolgte die Eingemeindung von Výšina nach Obora. Im Zuge der Gemeindegebietsreform von 1960 wurde die Gemeinde Obora aufgelöst; zugleich erfolgte zum 1. Juli 1960 eine Teilung von Výšina. Die am Hügel Výšina gelegenen und das Ortszentrum bildenden Häuser wurden als Ortsteil Horní Výšina der Gemeinde Halže zugeordnet, die Häusergruppe U Wallerů an der Mže erhielt den Namen Dolní Výšina und kam als Ortsteil zur Gemeinde Lučina. Im Jahre 1961 bestand Dolní Výšina aus vier Häusern und hatte 19 Einwohner. 1970 lebten in dem Ort 18 Personen. Ab dem 26. November 1971 gehörte Dolní Výšina ebenfalls als Ortsteil zur Gemeinde Halže. Zum 24. November 1990 lösten sich Obora und Dolní Výšina wieder von Halže los und bildeten die Gemeinde Obora. 1991 lebten in den acht Wohnhäusern von Dolní Výšina 25 Personen. Beim Zensus von 2011 bestand das Dorf aus acht Häusern und hatte zwölf Einwohner.

## Ortsgliederung
Der Ortsteil Dolní Výšina ist Teil des Katastralbezirks Obora u Tachova. Zu Dolní Výšina gehören die Einschicht Mlýn Siebrův (Siebermühle) und die Wüstung Ruhberghammer.